# Borinot (zoologia)
|  | Per a altres significats, vegeu «Borinot». |

Borinot és la denominació genèrica popular que hom aplica a tots aquells insectes que brumen, brunzeixen o borinen en volar. És un terme molt ambigu, ja que no es refereix a un tret morfològic, sinó a un tipus de comportament, l'estil de volar. Generalment aquests insectes tenen el cos massís i pelut.

## Ús del terme
El terme «borinot» s'aplica, almenys, als següents insectes:
- Diversos gèneres d'himenòpters apoïdeus també coneguts amb el nom d'abellots (Bombus, Psithyrus i Xylocopa).
- L'abellot, és a dir, el mascle de l'abella de la mel.
- Els lepidòpters de la família dels esfíngids.
- Diversos coleòpters de la família dels escarabèids, com algunes espècies de Melolontha, Poliphylla, Tropinota, Oxythyrea, etc.

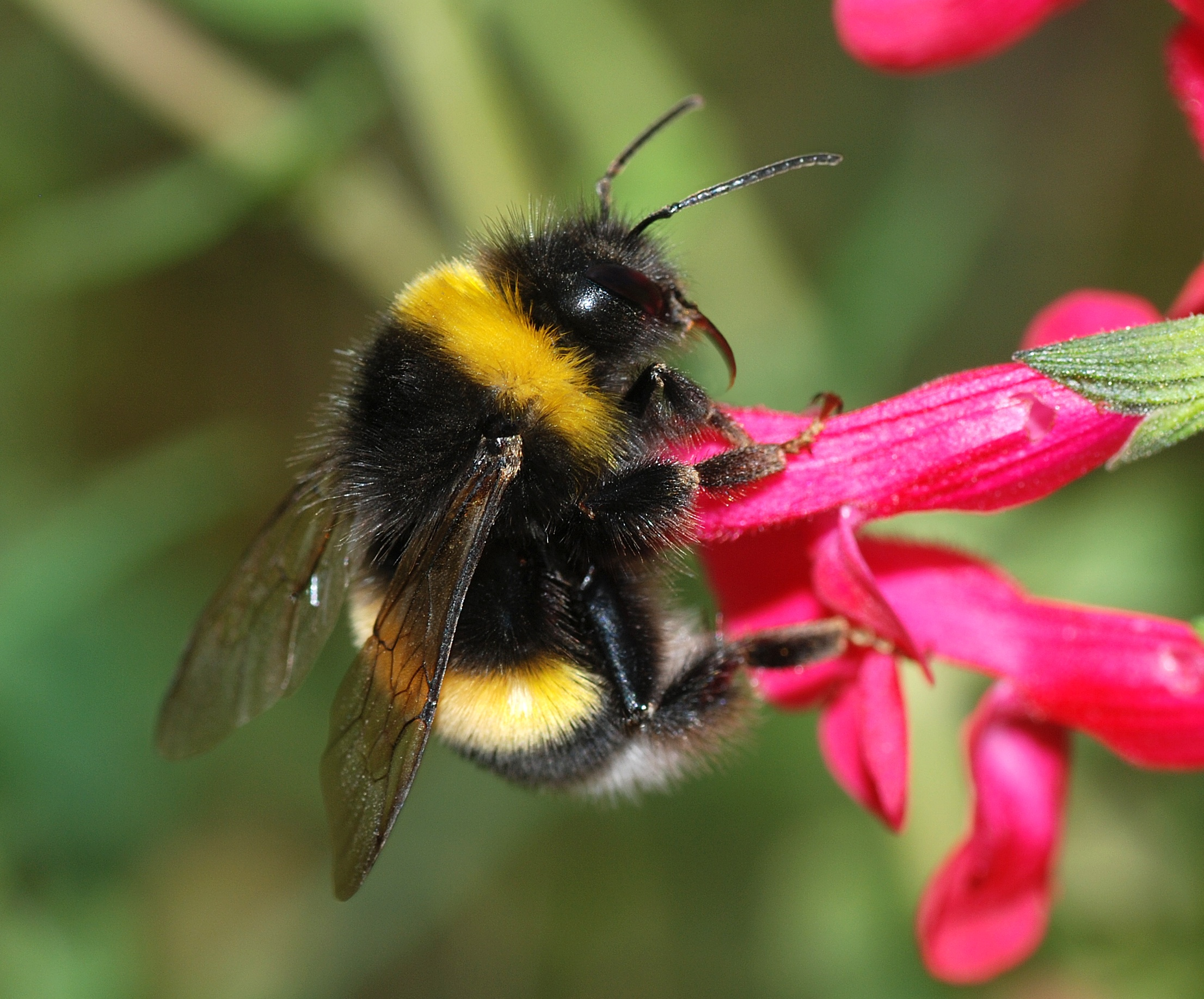
Bombus (himenòpter)
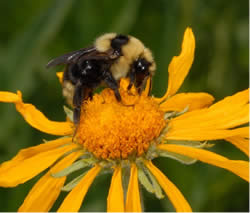
Psithyrus (himenòpter)
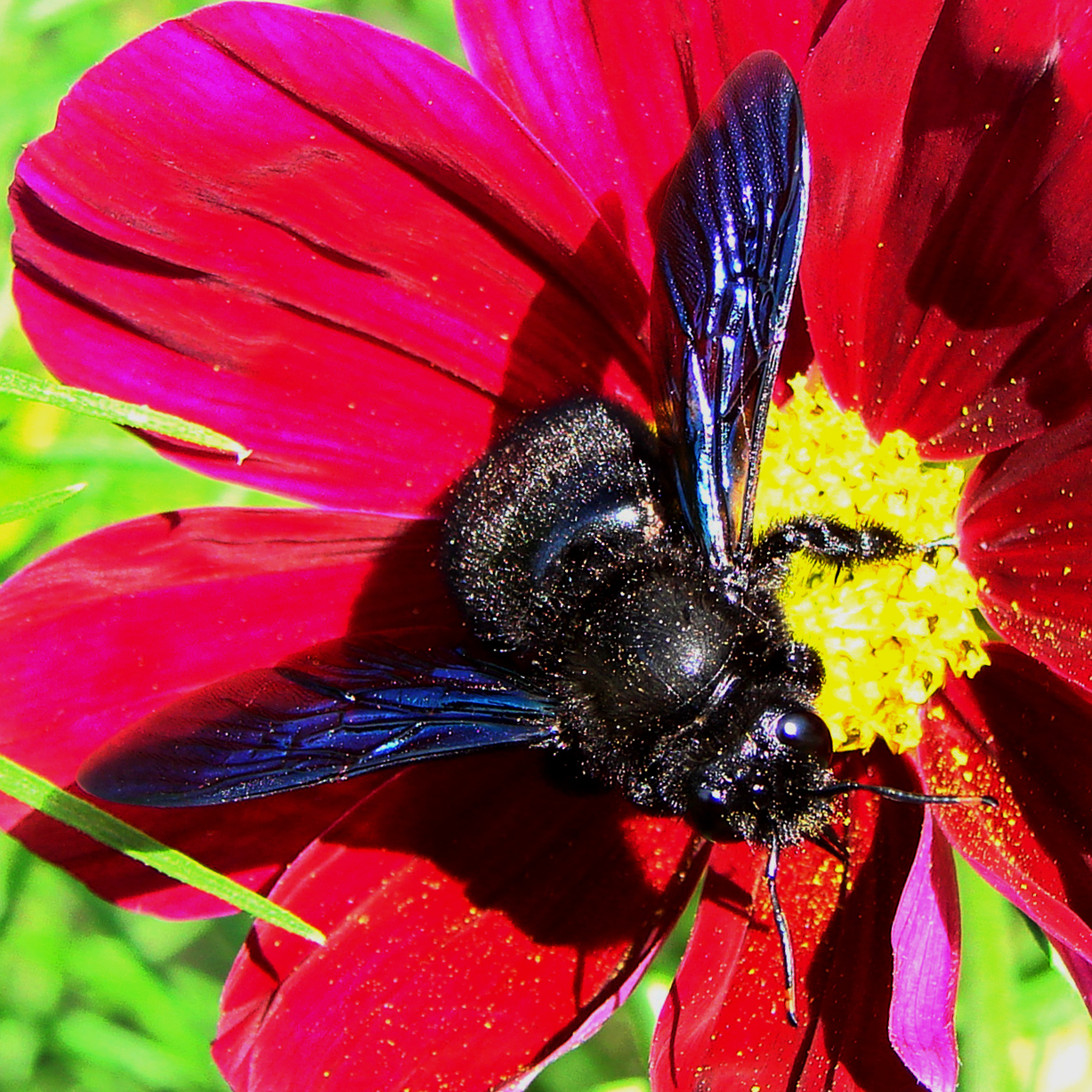
Xylocopa (himenòpter)
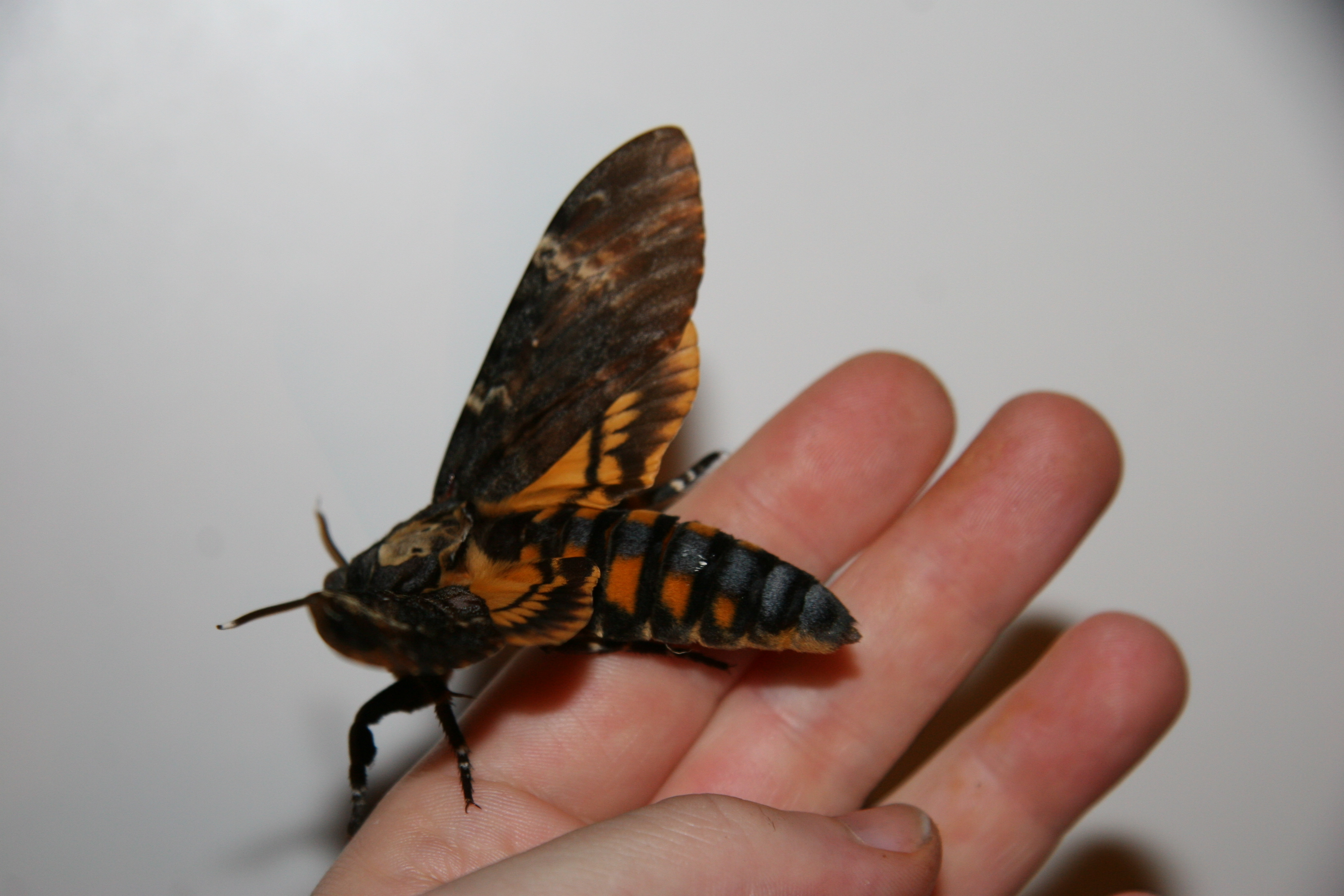
Acherontia (lepidòpter)
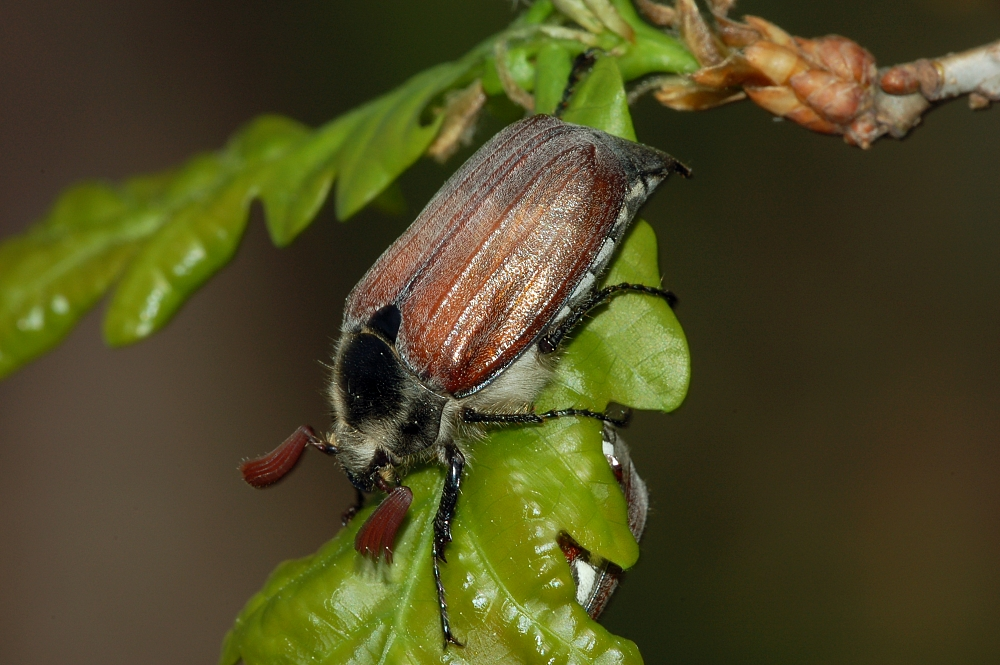
Melolontha (coleòpter)
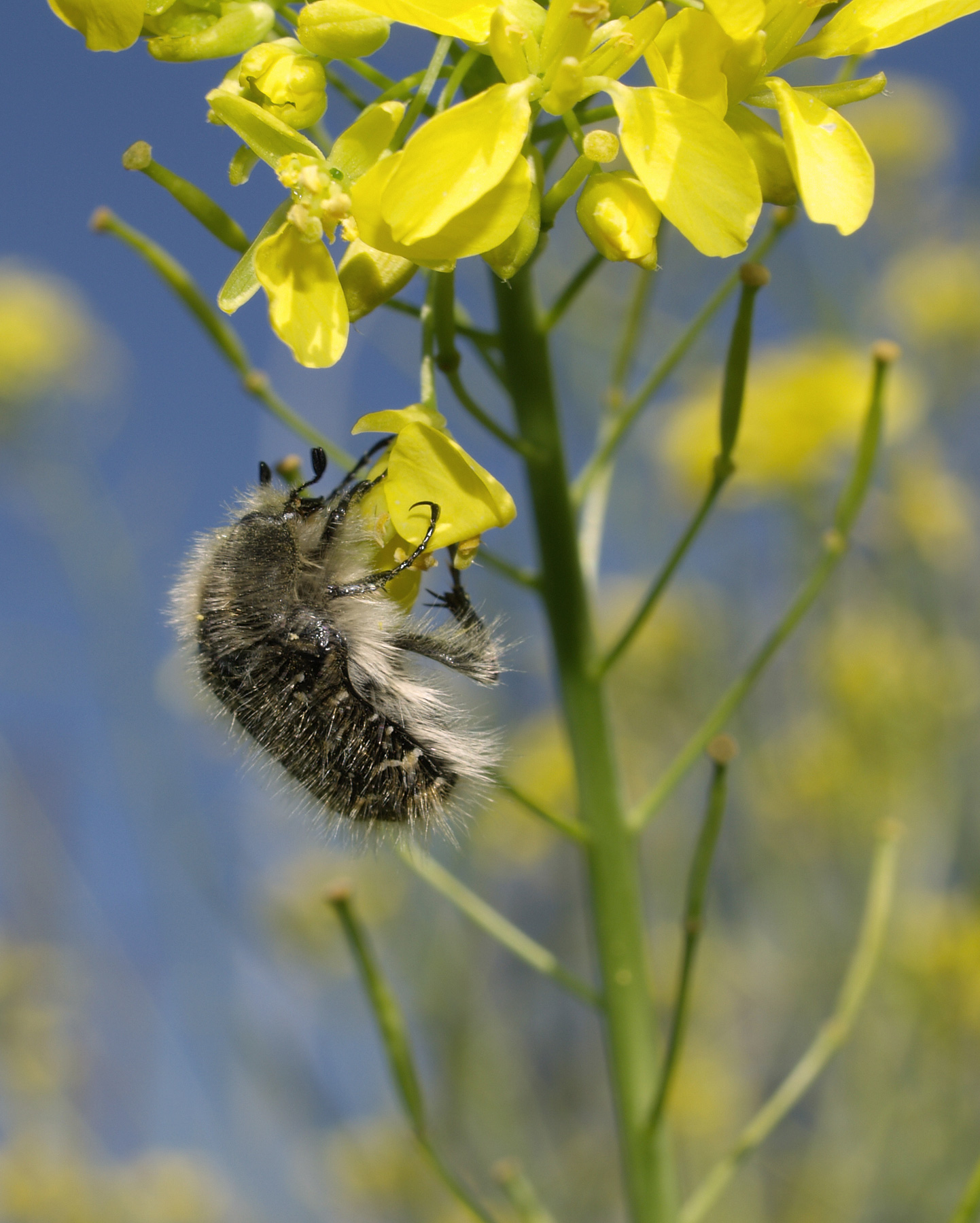
Tropinota (coleòpter)